# FC Gütersloh (Frauenfußball)
Der FC Gütersloh (offiziell: Fußball-Club Gütersloh e. V.) ist ein Fußballverein aus Gütersloh. Die Frauenfußballmannschaft spielte fünf Jahre lang in der 2. Bundesliga, bevor sich die Abteilung im Jahre 2009 als FSV Gütersloh 2009 selbständig machte.

## Geschichte
Im Januar 1984 gründete Michael Horstkötter beim historischen FC Gütersloh eine Frauenfußballmannschaft. Der Verein wurde am 14. Februar 2000 insolvenzbedingt aufgelöst. Als Nachfolgeverein wurde am 23. Februar 2000 der FC Gütersloh 2000 gegründet. Trotz der Turbulenzen wurde die Frauenmannschaft unter dem neuen Vereinsnamen in der Saison 2000/01 Meister der seinerzeit drittklassigen Verbandsliga Westfalen und stieg in die Regionalliga West auf. Bereits zwei Jahre später sicherten sich die von Andreas Norek trainierten Gütersloherinnen die Meisterschaft mit zwei Punkten Vorsprung auf die SpVgg Oberaußem-Fortuna. Es folgte die Aufstiegsrunde zur Bundesliga, wo sich die Mannschaft zum Auftakt mit 1:1 gegen den späteren Aufsteiger Hamburger SV trennte. Die folgenden drei Spiele gegen den 1. FC Saarbrücken, dem USV Jena und den SC Sand gingen jedoch allesamt verloren, so dass die Gütersloherinnen die Runde als Letzter abschlossen. Als Dritter der folgenden Saison 2003/04 qualifizierte sich die Mannschaft für die neu geschaffene 2. Bundesliga Nord.
Mit Uwe Kotrischat übernahm ein neuer Trainer die Mannschaft, die in der Premierensaison 2004/05 im gesicherten Mittelfeld landete. Im November 2005 übernahm der ehemalige DDR-Nationalspieler Heiko Bonan das Traineramt. Unter seiner Führung lieferten sich die Gütersloherinnen mit dem VfL Wolfsburg ein langes Kopf-an-Kopf-Rennen um die Meisterschaft, welches die Niedersächsinnen am vorletzten Spieltag für sich entscheiden konnten. Zur Saison 2006/07 stellte der FC Gütersloh mit Steffen Enge einen neuen Trainer vor, der die Mannschaft in seiner ersten Spielzeit auf Platz vier führte. Besser lief es in der Saison 2007/08, als sich die Gütersloherinnen einen Dreikampf um die Meisterschaft mit dem Herforder SV und Tennis Borussia Berlin lieferten. Als Tabellenführer ging die Mannschaft in den letzten Spieltag, an dem das Team nicht über ein 1:1 gegen die zweite Mannschaft vom 1. FFC Turbine Potsdam hinauskam. Konkurrent Herford kam zu einem 2:1-Sieg über die Reserve des Hamburger SV und stieg auf. Im DFB-Pokal scheiterten die Gütersloherinnen im Viertelfinale nach Elfmeterschießen am TuS Köln rrh. 1874.
Steffen Enge verließ am Saisonende den Verein und wurde durch André Birker ersetzt. Nach einem schlechten Start in die Saison 2008/09 musste Birker im November gehen und wurde zunächst interimsweise durch Christina Krüger ersetzt. Im Januar 2009 kehrte Heiko Bonan zum FC Gütersloh zurück und führte die Mannschaft noch auf den vierten Tabellenplatz. Da der Hauptverein unter ständigen finanziellen Problemen litt, machte sich die Abteilung Frauenfußball am Ende der Saison unter dem Namen FSV Gütersloh 2009 selbständig. Unter diesem Namen stieg die Mannschaft in der Saison 2011/12 in die Bundesliga auf, musste aber als Tabellenletzter der Saison 2012/13 direkt wieder absteigen. Ab April 2024 verhandelte der FSV Gütersloh 2009 mit dem FC Gütersloh über eine Verschmelzung zur Saison 2025/26. Im Januar 2025 gaben die Vereine bekannt, dass die Verschmelzung zur Saison 2025/26 nicht weiterverfolgt wird, da der FSV über ein negatives Eigenkapital in Höhe von 40.000 Euro verfügt.

## Statistik

### Erfolge
- Meister der Regionalliga West: 2003
- Meister der Verbandsliga Westfalen: 2001
- Westfalenpokalsieger: 2002, 2003
- Deutscher Meister der B-Juniorinnen: 2002
- Deutscher Vizemeister der B-Juniorinnen: 2003, 2005
- Gewinn des Gütersloher Hallenmasters (inoffizielle deutsche Hallenmeisterschaft der B-Juniorinnen): 2007

### Saisonbilanzen
Grün unterlegte Platzierungen kennzeichnen einen Aufstieg, rot unterlegte einen Abstieg.
| Saison  | Liga                          | Platz | S  | U  | N  | Tore  | Punkte | DFB-Pokal          |
| ------- | ----------------------------- | ----- | -- | -- | -- | ----- | ------ | ------------------ |
| 2000/01 | Verbandsliga Westfalen        | 01.   |    |    |    | 94:14 | 61     | nicht qualifiziert |
| 2001/02 | Regionalliga West             | 07.   | 10 | 02 | 12 | 56:42 | 32     | nicht qualifiziert |
| 2002/03 | Regionalliga West             | 01.   | 17 | 02 | 05 | 68:25 | 53     | 1. Runde           |
| 2002/03 | Aufstiegsrunde zur Bundesliga | 05.   | 0  | 01 | 03 | 02:10 | 01     | 1. Runde           |
| 2003/04 | Regionalliga West             | 03.   | 17 | 04 | 03 | 67:23 | 55     | nicht qualifiziert |
| 2004/05 | 2. Bundesliga Nord            | 06.   | 11 | 05 | 10 | 57:34 | 38     | Achtelfinale       |
| 2005/06 | 2. Bundesliga Nord            | 02.   | 17 | 04 | 01 | 80:21 | 55     | 1. Runde           |
| 2006/07 | 2. Bundesliga Nord            | 04.   | 13 | 02 | 07 | 66:33 | 39     | Achtelfinale       |
| 2007/08 | 2. Bundesliga Nord            | 03.   | 12 | 06 | 04 | 38:18 | 42     | Viertelfinale      |
| 2008/09 | 2. Bundesliga Nord            | 04.   | 12 | 03 | 07 | 43:27 | 39     | 2. Runde           |

## Persönlichkeiten

### Spielerinnen
- Anja Barwinsky
- Christina Drewitz
- Kristina Gessat
- Stephanie Goddard
- Lena Goeßling
- Lena Hackmann
- Deniz Harbert
- Marina Hermes
- Anna Laue
- Desirée Lenz
- Maxine Mittendorf
- Katrin Posdorfer
- Birgitta Schmücker
- Lisa-Marie Scholz
- Maren Wallenhorst
- Angelika Widowski

### Trainer
| Beginn           | Ende             | Trainer          | Ereignisse                                                                       |
| ---------------- | ---------------- | ---------------- | -------------------------------------------------------------------------------- |
| 2000             | 30. Juni 2004    | Andreas Norek    | Aufstieg in die Regionalliga West 2001, Qualifikation für die 2. Bundesliga 2004 |
| 1. Juli 2004     | 30. Oktober 2005 | Uwe Kitroschat   |                                                                                  |
| 1. November 2005 | 30. Juni 2006    | Heiko Bonan      |                                                                                  |
| 1. Juli 2006     | 30. Juni 2008    | Steffen Enge     |                                                                                  |
| 1. Juli 2008     | November 2008    | André Birker     |                                                                                  |
| November 2008    | Januar 2009      | Christina Krüger | Interimstrainerin                                                                |
| Januar 2009      | 30. Juni 2009    | Heiko Bonan      |                                                                                  |

## Stadion

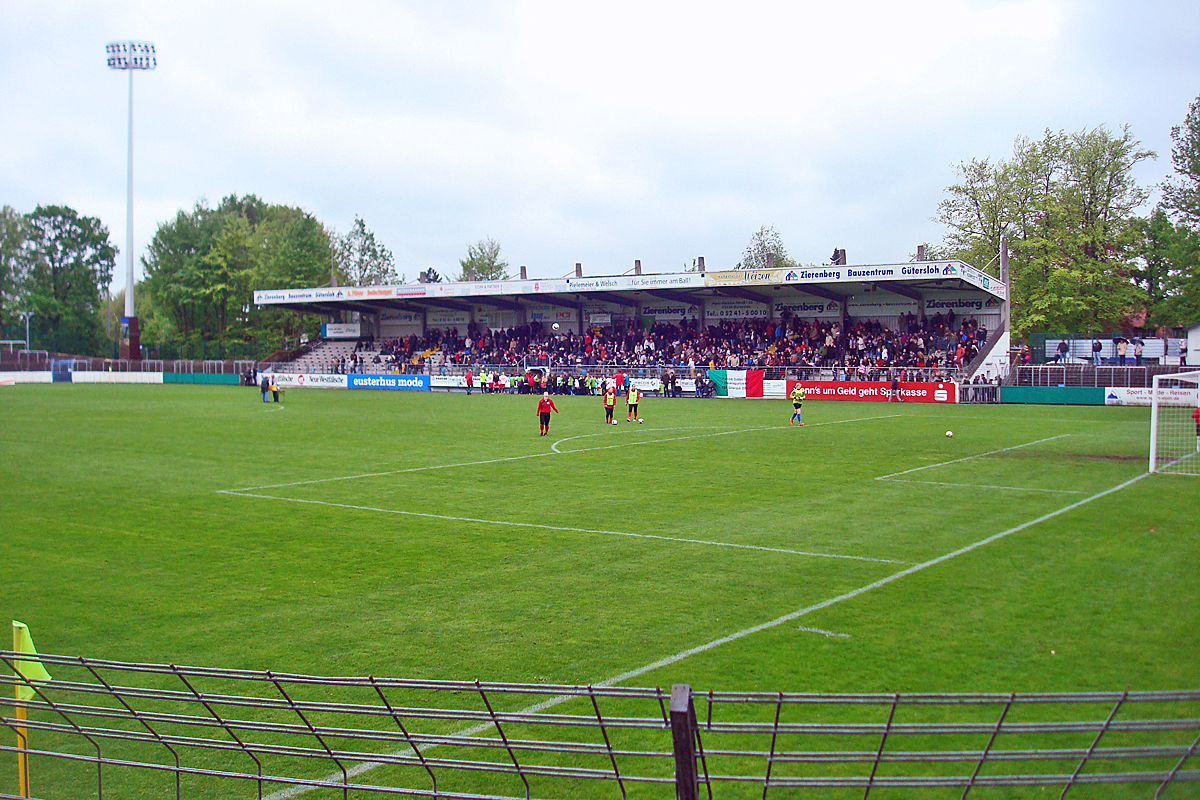
Heidewaldstadion

Heimspielstätte des Fußballerinnen des FC Gütersloh war das Heidewaldstadion im Stadtteil Sundern. Das Stadion bietet 12.500 Plätze, davon 1150 Sitzplätze auf der überdachten Haupttribüne. Aufgrund von Brandschutzbestimmungen ist die Kapazität auf 8400 Zuschauer begrenzt. Das Stadion wurde im Jahre 1933 eröffnet und hieß bis 1945 Adolf-Hitler-Kampfbahn. Im Jahre 1972 wurde das Stadion für zwei Millionen Mark in ein reines Fußballstadion mit 15.000 Plätzen umgebaut. Bereits die Vorgängervereine SVA Gütersloh, DJK Gütersloh und der historische FC Gütersloh nutzten das Stadion. Der aus der Frauenfußballabteilung des FC Gütersloh hervorgegangene FSV Gütersloh 2009 nutzte zunächst ebenfalls das Heidewaldstadion, bezog jedoch im Herbst 2012 die neu entstandene Tönnies-Arena in Rheda-Wiedenbrück.